# جنگ ایران و عثمانی (۱۶۳۹–۱۶۲۳)
جنگ صفویان و عثمانی (۱۶۳۹–۱۶۲۳) از آخرین مجموعه جنگ‌ها میان امپراتوری صفوی و امپراتوری عثمانی است که میان این دو قدرت خاور نزدیک برای دستیابی به بین‌النهرین روی داد. پس از حمله‌های ایران به سمت قلمروهای عثمانی و تصرف بیشتر سرزمین عراق امروزی از جمله بغداد عثمانی اقدام به پسگیری مناطق از دست رفته کرد. جنگی در بین‌النهرین (میان‌رودان) میان امپراتوری ایران صفوی با امپراتوری عثمانی درگرفت و علی‌رغم تلاش‌های بسیار، عثمانی موفق شد که کنترل بین‌النهرین را به‌دست گیرد و حکومت به آن منطقه را تا جنگ جهانی اول حفظ کرد.

## زمینه جنگ
امپراتوری‌های صفوی و عثمانی پس از تأسیس سلسله صفویان همواره با یکدیگر بر سر به دستگیری کنترل مناطق بین‌النهرین و قفقاز جنگ داشتند. عمده اختلافات و رقابت‌های این دو قدرت بزرگ خاورمیانه بیشتر به علت این بود که ایران مرکز مذهب شیعه و عثمانی مرکز مذهب سنی بود. شاه عباس صفوی پس از یک دوره پر درگیری در ایران به قدرت رسید و پس از مدتی اقدام به بازپسگیری مناطق آذربایجان، قفقاز و بین‌النهرین کرد و پیروزی‌های بسیاری به‌دست‌آورد.

## جنگ
پس از حمله ایران به عراق عثمانی، سپاه شاه عباس توانست بغداد را محاصره کرده و در ۲۵ ژانویه ۱۶۲۳ آن را به تصرف خود درآورد. پس از تصرف بغداد سپاهیان ایران به سمت شهرهای کرکوک و موصل و شهرهای مقدس شیعی نجف و کربلا حرکت کردند و آنها را به تصرف خود درآوردند. این شکست، به پرستیژ امپراتوری عثمانی ضربه بزرگی زد. حمله عثمانی به سمت مناطق تصرف شده آغاز شد و با وجود به‌کارگیری استراتژی زمین‌های سوخته، عثمانی از سه سمت به طرف بغداد نیرو فرستاد. ارتش عثمانی به دروازه‌های شهر بغداد رسید و این شهر را به محاصره درآورد و مدتی در آنجا اردو زد. سپس نیروهای کمکی ایران به فرماندهی شاه عباس از راه رسیدند و سپاه عثمانی را با تلفات سنگین راندند و سپاه عثمانی مجبور به عقب‌نشینی به موصل شد.
در سال ۱۶۲۹، سپاه عثمانی تحت فرمان غازی اکرم خسرو پاشا اقدام به پسگیری مناطق کرد. به دلیل مشکلات ارتش عثمانی و زمستان شدید، عثمانی نتوانست هیچ‌گونه عملیات مؤثری در عراق پیش ببرد پس به سمت شرق حرکت کرد و پس از پیروزی بر ایرانیان که تحت فرمان زینال خان بیگدلی شاملو بودند در نبرد ماهی‌دشت (نزدیک کرمانشاه) و غارت شهر همدان، در ماه نوامبر به سمت عراق حرکت کرده و بغداد را محاصره کرد. پس از آن دوباره سپاه ایران به را افتاده و محاصره عراق را شکست و کنترل منطقه را به‌دست گرفت. شاه صفی برای حل اختلافات، هیئتی را به عثمانی فرستاد اما محمد پاشا این هیئت را رد کرد. در سال ۱۶۳۳ حاکم محلی گرجستان علیه امپراتوری صفوی طغیان کرد که در نتیجه آن رستم خان از سمت امپراتوری صفوی اعزام شد تا او را مطیع کند. او موفق شد که فرار کند و گرجستان دوباره به‌دست ایرانیان افتاد.
در سال ۱۶۳۵، سلطان مراد چهارم عثمانی، خود لشکری اختیار کرد تا به سمت ایران حرکت کند. او شهر ایروان را تصرف کرده (در ۸ اوت ۱۶۳۵) و تبریز را غارت کرد و سپس به سمت استانبول بازگشت. این پیروزی عثمانی خیلی کوتاه مدت بود زیرا شاه صفی پس از مدتی ایروان را تصرف کرد. در سال ۱۶۳۸، سلطان مراد چهارم سعی کرد تا ناکامی‌های گذشته عثمانی در پسگیری عراق را جبران کند پس به محاصره بغداد دست زد. بالاخره بغداد پس از ۳۹ روز محاصره در ماه دسامبر۱۶۳۸ سقوط کرد و مذاکرات برای صلح میان ایران و عثمانی از سر گرفته شد.

## عهدنامه
در ۱۷ می ۱۶۳۹، عهدنامه زهاب میان ایران و عثمانی منعقد شد. در این قرارداد بیشتر مناطق عراق به عثمانی واگذار شد. شهر ایروان و منطقه قفقاز هم در دست ایران ماند. به شکل عام‌تر این قرار داد، قرار داد آماسیه را تأیید می‌کرد. منطقه میان‌رودان که همواره از زمان هخامنشیان بخشی از ایران بود به‌دست عثمانی افتاد. با وجود درگیریهایی که در آینده روی داد، این قرارداد دوام آورد و هم‌اکنون مرزهای میان ایران و عراق امروزی و ایران و ترکیه مطابق این قرارداد شکل گرفته‌است.